# یواس‌اس پی‌سی-۱۱۲۹
یواس‌اس پی‌سی-۱۱۲۹ (به انگلیسی: USS PC-1129) یک زیردریایی بود. این زیردریایی در سال ۱۹۴۲ ساخته شد.